# 1000 Rosen
1000 Rosen is een Nederlandse film uit 1994 van Theu Boermans met in de hoofdrollen Marieke Heebink en Jaap Spijkers.
Het scenario is gebaseerd op het gelijknamige toneelstuk van de Oostenrijkse schrijver Gustav Ernst uit 1990. De film werd door de kritiek wisselend ontvangen. Sommige critici vonden dat de film te veel was 'doodgeslagen' en 'overgeconstrueerd' door de regisseur. Andere prezen juist het realisme gecombineerd met de symbolische achtergrond. De film kreeg drie Gouden Kalveren op het Nederlands Film Festival. Een commercieel succes was de film echter niet. Er kwamen 6.518 bezoekers en de film bracht 29.710 euro op (bron: bezoekersstatistieken Nederlandse Film Producenten).

## Verhaal
Een onbenoemd industriestadje, in de jaren zestig. De gehele bevolking is afhankelijk van de lokale fabriek die staaldraad voor hekwerken maakt. Gina runt samen met haar moeder een kleine zaak in tuin- en doe-het-zelf-gereedschap. Hulp krijgt ze verder van haar vriend Harry, al is haar moeder totaal niet op hem gesteld. Naast haar winkel is Gina ook nog moeder van Liesje. Het is echter onduidelijk wie de vader van het kind is.
Gina en haar moeder krijgen ruzie als Gina een computer en een boekhouder, Kernstock, in huis haalt om het bedrijf te moderniseren. Als er vervolgens Amerikanen in de stad verschijnen, krijgt iedereen helemaal de welvaartskoorts. Gina krijgt een lening van haar oom, de bankdirecteur, en besluit uit te breiden; de Amerikanen zijn er immers om te investeren in de kleine industriestad. De dreigende sluiting van de fabriek lijkt van de baan.
Maar de koorts maakt ook ziek; moeder gooit Gina het huis uit, Harry rijdt in de bedrijfsauto tegen een muur (uit jaloezie vanwege Kernstock), Rita ontfermt zich over Harry in het ziekenhuis (uit wraak op Gina) en Gina laat Kernstock wel dichterbij komen, maar droomt van de Amerikaan Mr. Marshall Als blijkt dat Marshall en Co. de noodlijdende fabriek slechts ter speculatie hebben leeggekocht, sterft het industriestadje. Slechts Liesje en de oom weten 'veilig' weg te komen, terwijl het stadje wordt overwoekerd door rozenstruiken.

## Rolverdeling
| Acteur             | Personage           | Opmerkingen  |
| ------------------ | ------------------- | ------------ |
| Marieke Heebink    | Gina                |              |
| Jaap Spijkers      | Harry               | Vriend Gina  |
| Marianne Rogee     | Moeder Gina         |              |
| Bert Geurink       | Kernstock           |              |
| Tessa Lily Wyndham | Liesje              |              |
| Rik Launspach      | Mr. Marshall        | de Amerikaan |
| Hannes Demming     | Oom / Bankdirecteur |              |
| Busso Mehring      | Clochard            |              |
| George Bühren      | Bankemployee        |              |
| Michel Mentens     | Mijnheer Offermans  |              |
| Camilla Mercier    | Oude vrouw          |              |
| Jean Vercoutere    | Fabrieksdirecteur   |              |
| Clement Franz      | Burgemeester        |              |
| Christian Deuson   | Politiecommissaris  |              |
| Frederic Menang    | Afrikaan            |              |
| Jean Ndtoungon     | Afrikaan            |              |
| Bernard Frehe      | Pastoor             |              |
| Marisa van Eyle    | Rita                |              |

## Achtergrond
De Oostenrijkse toneelschrijver Gustav Ernst toont ons een stadje waarvan de bevolking ziek is en bloedspugend door de straten loopt. Er dreigt een sluiting van de fabriek en omdat het minder gaat, maken de mensen elkaar het leven zuur. Dan komen de Amerikanen en met hen de welvaart. Maar die welvaart maakt niet gelukkig. 1000 Rosen is ondanks de realistische uitstraling een parabel en wel over Europa na 1945. Het continent was na de Tweede Wereldoorlog kapot en ziek, maar krabbelde weer overeind met behulp van de Verenigde Staten. Niet zonder ironie heet de Amerikaan die de fabriek overneemt, mr. Marshall. De hulp die Europa na 1945 van de VS kreeg heette Marshallplan naar de toenmalige minister van Buitenlandse zaken George C. Marshall. In de ogen van Ernst brengt de door de  Amerikanen gebrachte welvaart alleen maar afgunst en speculatie. De rozenstruiken die aan het einde van de film het stadje overwoekeren doen denken aan het sprookje van Doornroosje. Maar gezien het feit dat de klanken van het Stabat Mater te horen zijn, geeft aan dat er geen sprake is van slaap, maar van de dood.

## Productie
Regisseur Theu Boermans voerde het toneelstuk 1000 Rosen in 1990 op met het theatergezelschap De Trust. Bij de verfilming gebruikte hij een deel van de acteurs uit dit gezelschap. Om het vervreemdingseffect te vergroten spreken de acteurs in het Nederduits. Nederduits of Platduits is een dialect dat in het noorden van Duitsland wordt gesproken. Nog meer dan het Hoogduits lijkt de woordenschat van het Nederduits op die van het Nederlands. Nederlandstaligen kunnen met relatief weinig moeite Nederduits verstaan en andersom. Boermans nam de film in 34 draaidagen op locatie in Bois du Luc, een dorpje in Zuid-België, en in de ruimtes van de Amsterdamse (voormalige) Westergasfabriek.. Het totale budget was 2 miljoen gulden (ca. 900.000 euro).

## Prijzen/nominaties
- (1994) 3 gouden kalveren
  - (1994) Gouden Kalf - (Beste lange speelfilm) - Matthijs van Heijningen
  - (1994) Gouden Kalf - (Beste mannelijk hoofdrol) - Jaap Spijkers
  - (1994) Gouden Kalf - (Beste vrouwelijke hoofdrol) - Marieke Heebink